# مارفن هاو
مارفن هاو هو سياسي كندي، ولد في 24 فبراير 1906 في كندا، وتوفي في 17 يوليو 1996. حزبياً، نشط في الحزب الكندي التقدمي المحافظ. وقد انتخب عضو مجلس العموم الكندي.